# Hai Rui

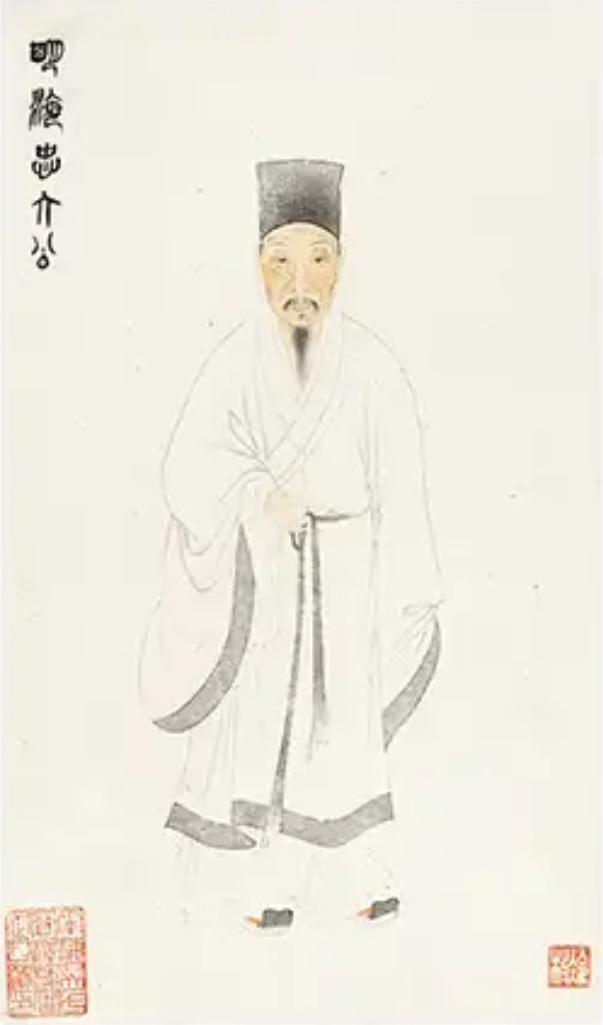
Hai Rui-Bildnis vom Maler Leng Mei (冷枚) der Qing-Zeit

Hai Rui (chinesisch 海瑞, Pinyin Hǎi Ruì; * 23. Januar 1514 in Haikou, Hainan; † 13. November 1587 in Nanjing) war ein chinesischer Beamter, der den Ming-Kaiser Jiajing (1507–1567) wegen seiner Vernachlässigung der Amtsgeschäfte kritisierte und deshalb gefoltert und ins Gefängnis geworfen wurde.

## Leben
Hai Rui wurde am 23. Januar 1514 in Haikou, Hainan, geboren. Sein Vater starb, als er drei Jahre alt war. Er wurde von seiner muslimischen Mutter aufgezogen. Hai legte das Kaiserliche Examen ab, blieb aber erfolglos, und seine offizielle Laufbahn begann erst 1553, als er 39 Jahre alt war, mit einer bescheidenen Stelle als Bildungssekretär in Fujian. Er erwarb sich einen Ruf für sein kompromissloses Festhalten an aufrechter Moral, Ehrlichkeit, Armut und Fairness. Dies verschaffte ihm breite Unterstützung in der Bevölkerung, die sich unter anderem darin äußerte, dass er noch zu Lebzeiten verehrt wurde; er machte sich aber auch viele Feinde in der Bürokratie. Dennoch wurde er in die Hauptstadt Peking berufen und zum Sekretär des Finanzministeriums befördert.
Im Jahr 1565 legte er einen Aufsatz vor, in dem er den Ming-Kaiser Jiajing wegen der Vernachlässigung seiner Pflichten und der damit verbundenen Katastrophe für das Land scharf kritisierte, wofür er 1566 zum Tode verurteilt wurde. Er wurde aber nach dem Tod des Kaisers Anfang 1567 freigelassen.
Hai Rui wurde 1586 zum Oberzensor von Nanjing befördert und starb ein Jahr später im Amt.
Hai Rui gilt als Beispiel eines integren Mandarins. Er erhielt den posthumen Namen Zhong Jie (忠介). Sein Grab befindet sich im Südwesten der Stadt Haikou und ist für Besucher geöffnet.

## Wu Hans Theaterstück
1961 verfasste der stellvertretende Bürgermeister von Peking, Wu Han, ein Theaterstück mit dem Titel Hai Rui wird seines Amtes enthoben. Mit einem Aufsatz, in dem der Literaturkritiker Yao Wenyuan das Stück für abweichlerisch erklärte, begann im November 1965 die Kulturrevolution.
Auf die von Mao Zedong initiierte Kritik an diesem Werk antwortete die Führung der Universität Peking im Februar 1966 mit der Abhaltung eines Wu Han-Kongresses.